# Reventin-Vaugris
Reventin-Vaugris là một xã thuộc tỉnh Isère trong vùng Rhône-Alpes đông nam nước Pháp. Xã này nằm ở khu vực có độ cao trung bình 280 mét trên mực nước biển. Theo điều tra dân số năm 1999 của INSEE có dân số là 1577 người.
Thị trấn có cự ly 6,5 km về phía nam của Vienne.